# Radina Tomova
Radina Tomova –en búlgaro, Радина Томова– (Sofía, 2 de diciembre de 2005) es una deportista búlgara que compite en gimnasia rítmica, en la modalidad de conjuntos.
Ganó tres medallas de oro en el Campeonato Mundial de Gimnasia Rítmica, en los años 2022 y 2023, y dos medallas en el Campeonato Europeo de Gimnasia Rítmica de 2023.

## Palmarés internacional
| Campeonato Mundial | Campeonato Mundial | Campeonato Mundial | Campeonato Mundial         |
| Año                | Lugar              | Medalla            | Prueba                     |
| ------------------ | ------------------ | ------------------ | -------------------------- |
| 2022               | Sofía (Bulgaria)   | Medalla de oro     | Concurso completo          |
| 2022               | Sofía (Bulgaria)   | Medalla de oro     | 3 con cinta + 2 con pelota |
| 2023               | Valencia (España)  | Medalla de oro     | Equipo                     |
| Campeonato Europeo |                    |                    |                            |
| Año                | Lugar              | Medalla            | Prueba                     |
| 2023               | Bakú (Azerbaiyán)  | Medalla de oro     | Equipo                     |
| 2023               | Bakú (Azerbaiyán)  | Medalla de plata   | 5 con aro                  |